# Scelomyza hirticornis
Scelomyza hirticornis är en tvåvingeart som beskrevs av Seguy 1938. Scelomyza hirticornis ingår i släktet Scelomyza och familjen gräsflugor.
Artens utbredningsområde är Kenya. Inga underarter finns listade i Catalogue of Life.